# Banda 69
Banda 69 foi uma banda brasileira de punk rock formada em Brasília em meados de 1981, surgida da "Turma da Colina" numa época em que a censura proibia canções e vetava sua execução pública, por causa da ditadura. O grupo, que ficou na ativa de 1980 a 1986, foi apelidado por Herbert Vianna de “Os Beatles de Brasília”. 
A banda tornou-se nacionalmente conhecida após aparecer na coletânea Os Intocáveis, da CBS, com a música "Papo Sério".

## Formação
- Martelo D Rammer - Voz, Baixo e Violão
- Rodrigo Lopes - Piano e Teclados
- Claudio Deville - Guitarra Base e Solo

## História
A Banda 69 surgiu no Colégio Dom Bosco de Brasília e fez seu primeiro show na UnB em 1981. Ganhou repercussão na cidade na primeira metade daquela década, com o rock influenciado por Beatles e Rolling Stones.
Em 1983, eles foram uma das bandas presentes no 1º festival de rock de Brasília que ocorreu no teatro da ABO naquele ano. O line-up do festival teve ainda as seguintes bandas: Capital Inicial, Plebe Rude, XXX e Legião Urbana.
Em 1986, lançaram seu único álbum, intitulado A Última Novidade. O disco recebeu criticas positivas da Revista Manchete, que afirmou que "para um disco de estreia (...) a banda acerta no alvo em algumas faixas".
Em 2020, a banda foi uma das escolhidas para o projeto "iRaridades", um álbum triplo da GRV Mídia, Música e Entretenimento que reúne registro de bandas brasilienses dos anos 1980.

## Discografia
- 1986 - A Última Novidade[14]

| #  | Canção                                        | Duração |
| -- | --------------------------------------------- | ------- |
| 01 | A Última Novidade                             | 3:38    |
| 02 | Noites                                        | 3:33    |
| 03 | Esta Gravação Se Auto-Destruirá Em 5 Segundos | 3:47    |
| 04 | Vou Pedir Uma C.P.I.                          | 3:29    |
| 05 | Precisa-se (Os Brutos Também Amam)            | 3:30    |
| 06 | Medo                                          | 4:37    |
| 07 | Os Carros Buzinando Lá Fora                   | 3:42    |
| 08 | Carteiro! (versão de Please Mr. Postman)      | 2:56    |
| 09 | Quem Não Cola Não Sai Da Escola               | 3:04    |
| 10 | Encontro Num Supermercado                     | 4:12    |

Aparições em outros projetos
- 1985 - Coletânea "Os Intocáveis", da gravadora Epic/CBS, com a canção "Papo Sério"
- 1986 - Coletânea Dance Mix III, da gravadora Epic/CBS, com a canção "Encontro num supermercado".[15]
- 2020 - Coletânea iRaridades, da gravadora GRV Discos

## Prêmios e Indicações
| Ano  | Prêmio                                             | Categoria                                          | Resultado | Ref.   |
| ---- | -------------------------------------------------- | -------------------------------------------------- | --------- | ------ |
| 1987 | Rádio Cidade - I Concurso Company de Capas de Rock | Rádio Cidade - I Concurso Company de Capas de Rock | 3º Lugar  | [ 16 ] |

### Homenagens
- Em 2006, a banda foi uma das 30 bandas homenageadas na exposição "Rock, o produto pop de Brasília".[17]